# 26. ceremonia wręczenia nagród Brytyjskiej Akademii Filmowej
26. ceremonia rozdania nagród Brytyjskiej Akademii Sztuk Filmowych i Telewizyjnych.
Najwięcej statuetek (po 3) otrzymały filmy Noc amerykańska i Najemnik.

## Laureaci
Laureaci oznaczeni są wytłuszczeniem

### Najlepszy film
- Kabaret
- Francuski łącznik
- Mechaniczna pomarańcza
- Ostatni seans filmowy

### Najlepszy aktor
- Gene Hackman − Francuski łącznik, Tragedia „Posejdona”
- Marlon Brando − Koszmary, Ojciec chrzestny
- George C. Scott − Błędny detektyw, Szpital
- Robert Shaw − Młody Winston

### Najlepsza aktorka
- Liza Minnelli − Kabaret
- Stéphane Audran − Rzeźnik
- Anne Bancroft − Młody Winston
- Dorothy Tulin − Krwawy Mesjasz

### Najlepsza aktor drugoplanowy
- Ben Johnson − Ostatni seans filmowy
- Max Adrian − Boy Friend
- Robert Duvall − Ojciec chrzestny
- Ralph Richardson − Lady Caroline Lamb

### Najlepsza aktorka drugoplanowa
- Cloris Leachman − Ostatni seans filmowy
- Marisa Berenson − Kabaret
- Eileen Brennan − Ostatni seans filmowy
- Shelley Winters − Tragedia „Posejdona”

### Najlepsza reżyseria
- Bob Fosse − Kabaret
- Peter Bogdanovich − Ostatni seans filmowy
- William Friedkin − Francuski łącznik
- Stanley Kubrick − Mechaniczna pomarańcza

### Najlepszy scenariusz
- Larry McMurtry, Peter Bogdanovich − Ostatni seans filmowy
- Paddy Chayefsky − Szpital
- Jay Presson Allen − Kabaret
- Stanley Kubrick − Mechaniczna pomarańcza

### Najlepsze zdjęcia
- Geoffrey Unsworth − Kabaret, Przygody Alicji w krainie czarów
- John Alcott − Mechaniczna pomarańcza
- Ennio Guarnieri − Ogród Finzi-Continich
- Vilmos Zsigmond − McCabe i pani Miller, Obrazy, Wybawienie

### Najlepsza scenografia/dekoracja wnętrz
- Rolf Zehetbauer − Kabaret
- Carmen Dillon − Lady Caroline Lamb
- John Barry − Mechaniczna pomarańcza
- Geoffrey Drake, Donald M. Ashton − Młody Winston

### Najlepsze kostiumy
- Anthony Mendleson − Młody Winston, Przygody Alicji w krainie czarów, Tragedia Makbeta
- Charlotte Flemming − Kabaret
- Anna Hill Johnstone − Ojciec chrzestny

### Najlepszy dźwięk
- David Hildyard, Robert Knudson, Arthur Piantadosi − Kabaret
- Guy Villette, Luis Buñuel − Dyskretny urok burżuazji
- Nicholas Stevenson, Bob Allen − Dzień Szakala
- Rodney Holland, Peter Davies, Bob Jones − Nie oglądaj się teraz

### Najlepszy montaż
- Ralph Kemplen − Dzień Szakala
- Frank Morriss − Charley Varrick
- Graeme Clifford − Nie oglądaj się teraz
- Ralph Sheldon − The National Health

### Nagroda im. Anthony’ego Asquita za muzykę
- Alan Price − Szczęśliwy człowiek
- Bob Dylan − Pat Garrett i Billy Kid
- Taj Mahal − Sounder
- Mikis Theodorakis − Stan oblężenia

### Najbardziej obiecujący debiut aktorski w głównej roli
- Peter Egan − Najemnik
- Jim Dale − Mój udział w upadku Hitlera
- David Essex − That’ll Be the Day
- Kris Kristofferson − Pat Garrett i Billy Kid

## Podsumowanie
Laureaci

Nagroda / Nominacja
- 3 / 3 – Noc amerykańska
- 3 / 3 – Najemnik
- 2 / 2 – Szczęśliwy człowiek
- 2 / 5 – Dyskretny urok burżuazji
- 1 / 2 – Charley Varrick
- 1 / 3 – Jesus Christ Superstar
- 1 / 7 – Dzień Szakala
- 1 / 7 – Nie oglądaj się teraz

Przegrani
- 0 / 2 – Szepty i krzyki
- 0 / 2 – That’ll Be the Day
- 0 / 2 – Miłość w godzinach nadliczbowych
- 0 / 4 – Detektyw